# Montecincla
Montecincla – rodzaj ptaków z rodziny pekińczyków (Leiotrichidae).

## Zasięg występowania
Rodzaj obejmuje gatunki występujące w południowo-zachodnich Indiach.

## Morfologia
Długość ciała około 20,5 cm.

## Systematyka

### Etymologia
Montecincla: łac. mons, montis – góra; nowołac. cinclus – drozd, od gr. κιγκλος kinklos – mały, niezidentyfikowany przybrzeżny ptak.

### Podział systematyczny
Takson wyodrębniony w 2017 roku z Trochalopteron. Do rodzaju należą następujące gatunki:
- Montecincla fairbanki (Blanford, 1869) – malabarosójkownik rdzawoboczny
- Montecincla cachinnans (Jerdon, 1839) – malabarosójkownik rdzawouchy